# 茶楽斎
茶楽斎（ちゃらくさい、生没年不詳）とは、江戸時代の上方の浮世絵師。

## 来歴
経歴不明。『上方絵一覧』は「画風から推して清谷の別号であらうと思はれる」と述べている。作に合羽摺の半身役者絵を残す。

## 作品
- 「娘さらしな・中山あづま」　細判合羽摺　早稲田大学演劇博物館所蔵　※金新版
- 「あら国や四郎作・榊山四郎太郎」　同上
- 「玉藻前・三桝光五郎」　細判合羽摺　※文化10年（1814年）4月、京都南側芝居『玉藻前曦袂』より